# Benitachell
Benitachell (hiszp. wym. [be.ni.taˈtʃel]), el Poble Nou de Benitatxell (walenc. wym. [el ˈpɔ.ble ˈnɔw ðe be.ni.taˈtʃeʎ]) – gmina w Hiszpanii, w prowincji Alicante, we wspólnocie autonomicznej Walencja, o powierzchni 12,65 km². W 2011 roku liczyła 5698 mieszkańców.